# Cicloartenol
El Cicloartenol es un tipo importante de estanol que se encuentra en las plantas. 
La biosíntesis del cicloartenol se inicia desde el triterpenoide escualeno. Es el primer precursor en la biosíntesis de otros estanoles y esteroles, referidos como fitostanoles y fitosteroles en organismos fotosintéticos y plantas. Las identidades y la distribución de fitostanoles y fitosteroles son características de una especie de planta. El cicloartenol tiene propiedades antiinflamatorias.